# Clase Victor
Clase Victor es el nombre que dio la OTAN a un tipo de submarino de propulsión nuclear de la antigua Unión Soviética. La denominación soviética es Proyecto 671. Estos submarinos comenzaron a entrar en servicio en 1967. Los submarinos de la clase Victor poseen un casco con forma de gota o lágrima que les permitía navegar a mayor velocidad. La función principal de este buque era proteger la Flota de Superficie Soviética y atacar a los submarinos de misiles balísticos de Estados Unidos. Uno de estos submarinos se hizo famoso por la película de James Bond 007 El Mundo Nunca Es Suficiente de 1999 protagonizada por Pierce Brosnan.

## Historia
El 3 de noviembre de 1959 se aprobaron los requisitos técnicos de los nuevos submarinos nucleares lanzatorpedos de 2000 ton. de desplazamiento y una profundidad de inmersión de al menos 300 m. Se hizo hincapié en el sistema sonar que debía equipar a la nave. El jefe de diseño del proyecto fue G.N. Chernyshev, graduado en el Instituto Naval Nikolaev.
Las características claves del proyecto fueron:
- La forma del casco como cuerpo de revolución.
- Propulsión nuclear con un único eje que permitía una alta eficiencia de la hélice y un bajo nivel sonoro.
- Unión de los compartimentos de torpedos y de alojamiento.
- Aumento del diámetro del casco de presión.
- Alojar la planta de turbinas en un compartimento con turbogeneradores autónomos.

## Versiones
Al proyecto original le siguieron 5 modificaciones pero solo dos fueron lo suficientemente importantes para considerarse una clase nueva.

### Victor I

Project 671

Victor I - Designación soviética Proyecto 671 Ёрш (Acerina) - es el diseño inicial de submarino que entró en servicio en 1967; se construyeron 16 unidades. Cada uno tenía 6 tubos para lanzar tanto torpedos Tipo 53 como el misil contra submarinos SS-N-15 y también podía sembrar minas. El submarino poseía una capacidad de 24 armas lanzadas por tubo o 48 minas (o una combinación de ambos tipos pero con menos de cada). Media 92,5 m de eslora y estaba alimentado por dos reactores nucleares modelo VM-4P (2 × 75 MW).
Se realizaron dos pequeñas modificaciones: 
- Proyecto 671V: para equipar a los submarinos además de con los tradicionales torpedos con el sistema de misiles torpedo РПК-2 Вьюга;(Viyuga) "Nevasca" (SS-N-15).
- Proyecto 671K, en 1984 el casco n.º 605 fue modificado, para instalar el sistema de misiles crucero de largo alcance, "Granat" (SS-N-21).

#### Integrantes de la clase
| Numeral táctico                               | Número de serie                      | Fechas                               | Fechas                               | Fechas                               | Variante .                           |
| Numeral táctico                               | Número de serie                      | Inicio                               | Botadura                             | Puesta en servicio                   | Variante .                           |
| Astillero: Planta Nuevo-Almirantazgo          | Astillero: Planta Nuevo-Almirantazgo | Astillero: Planta Nuevo-Almirantazgo | Astillero: Planta Nuevo-Almirantazgo | Astillero: Planta Nuevo-Almirantazgo | Astillero: Planta Nuevo-Almirantazgo |
| --------------------------------------------- | ------------------------------------ | ------------------------------------ | ------------------------------------ | ------------------------------------ | ------------------------------------ |
| К-38                                          | 600                                  | 12 de abril de 1963                  | 28 de julio de 1966                  | 05 de noviembre de 1967              |                                      |
| К-69                                          | 601                                  | 31 de enero de 1964                  | 22 de diciembre de 1967              | 06 de noviembre de 1968              |                                      |
| К-147                                         | 602                                  | 16 de septiembre de 1964             | 17 de junio de 1968                  | 25 de diciembre de 1968              |                                      |
| К-53                                          | 603                                  | 16 de diciembre de 1964              | 15 de marzo de 1969                  | 30 de septiembre de 1969             |                                      |
| К-306                                         | 604                                  | 20 de marzo de 1968                  | 04 de junio de 1969                  | 04 de diciembre de 1969              |                                      |
| К-323 «50 лет СССР»                           | 605                                  | 05 de julio de 1968                  | 14 de marzo de 1970                  | 29 de octubre de 1970                | К (1984)                             |
| К-370                                         | 606                                  | 19 de abril de 1969                  | 26 de junio de 1970                  | 04 de diciembre de 1971              |                                      |
| К-438                                         | 608                                  | 13 de junio de 1969                  | 23 de marzo de 1971                  | 15 de octubre de 1971                |                                      |
| К-367                                         | 609                                  | 14 de abril de 1970                  | 02 de julio de 1971                  | 05 de diciembre de 1971              |                                      |
| К-314                                         | 610                                  | 05 de septiembre de 1970             | 28 de marzo de 1972                  | 06 de noviembre de 1972              | В                                    |
| К-398                                         | 611                                  | 22 de abril de 1971                  | 02 de agosto de 1972                 | 15 de diciembre de 1972              |                                      |
| К-454                                         | 612                                  | 24 de julio de 1971                  | 05 de mayo de 1973                   | 30 de septiembre de 1973             | В                                    |
| Astillero: Leningrado Almirantazgo Asociación |                                      |                                      |                                      |                                      |                                      |
| К-462                                         | 01613                                | 03 de julio de 1972                  | 01 de septiembre de 1973             | 30 de diciembre de 1973              |                                      |
| К-469                                         | 01614                                | 05 de septiembre de 1973             | 10 de junio de 1974                  | 04 de septiembre de 1974             | В                                    |
| К-481                                         | 01615                                | 27 de septiembre de 1973             | 08 de septiembre de 1974             | 27 de diciembre de 1974              |                                      |

#### Fotografías
|  |  |  |  |

### Victor II

Project 671RT

Victor II - Designación soviética Proyecto 671RT Сёмга (Salmón común)- En 1963 comenzó el estudio para la modernización del proyecto 671. Y en julio de 1967 se aprobó la documentación técnica. En 1971 empezó la construcción en los Astilleros del Almirantazgo en Leningrado. El primero componente de la clase entró en servicio en 1972; se construyeron 7 unidades durante la década de 1970. La OTAN lo denominó originalmente Uniform class. Se instaló un generador diésel más potente, que de 200kW pasó a 460kW.  Se sustituyeron dos tubos de torpedos de 533 mm por unos de 650 mm. Las mayor envergadura de estos torpedos hizo necesario agrandar el compartimento de torpedos por lo que la eslora aumentó hasta 101.8 m.
La Unión Soviética descubrió gracias a su red de espías que los estadounidenses podían fácilmente seguir la pista de los submarinos Victor II y en consecuencia detuvieron su producción para diseñar la clase Victor III. Lo cual no fue óbice para que un gran grupo de oficinas de diseño, fábricas y negocios relacionados con el proyecto 671RT fueran galardonado con órdenes y medallas por el desempeño logrado en la reducción del ruido. Fueron galardonados con el Premio Estatal del jefe de diseño, G. N. Chernyshev, el diputado V.D. Levashov y jefe de diseño de armamento L. A. Podvyaznikov. No existen datos que afirmen, o desmientan, que se tratara de una maniobra de enmascaramiento.
Todos los submarinos sirvieron en la Flota del Norte, hasta ser dados de baja entre 1993 y 1995.

#### Integrantes de la clase
| Numeral táctico                               | Número de serie                      | Fechas                               | Fechas                               | Fechas                               | Observaciones .                                               |  |
| Numeral táctico                               | Número de serie                      | Inicio                               | Botadura                             | Puesta en servicio                   | Observaciones .                                               |  |
| Astillero: Planta Nuevo-Almirantazgo          | Astillero: Planta Nuevo-Almirantazgo | Astillero: Planta Nuevo-Almirantazgo | Astillero: Planta Nuevo-Almirantazgo | Astillero: Planta Nuevo-Almirantazgo | Astillero: Planta Nuevo-Almirantazgo                          |  |
| --------------------------------------------- | ------------------------------------ | ------------------------------------ | ------------------------------------ | ------------------------------------ | ------------------------------------------------------------- |  |
| К-387                                         | 801                                  | 02 de abril de 1971                  | 02 de septiembre de 1972             | 30 de diciembre de 1972              | Disponía de una hélice doble de cinco palas de contrarotación |  |
| К-371                                         | 802                                  | 12 de abril de 1973                  | 30 de julio de 1974                  | 29 de diciembre de 1974              |                                                               |  |
| К-467                                         | 803                                  | 06 de septiembre de 1975             | 12 de agosto de 1976                 | 29 de diciembre de 1976              |                                                               |  |
| К-488                                         | 804                                  | 15 de diciembre de 1976              | 08 de octubre de 1978                | 29 de octubre de 1978                |                                                               |  |
| К-505                                         | 805                                  | 1975                                 |                                      |                                      | No acabado. Dado de baja 11 de junio de 1975                  |  |
| Astillero: Leningrado Almirantazgo Asociación |                                      |                                      |                                      |                                      |                                                               |  |
| К-495                                         | 01621                                | 28 de septiembre de 1974             | 26 de agosto de 1975                 | 30 de diciembre de 1975              |                                                               |  |
| К-513                                         | 01625                                | 22 de julio de 1975                  | 21 de agosto de 1976                 | 27 de diciembre de 1976              |                                                               |  |
| К-517                                         | 01627                                | 23 de marzo de 1977                  | 24 de agosto de 1978                 | 29 de octubre de 1978                |                                                               |  |

#### Fotografías
|  |  |

### Victor III

Project 671RTM

Victor III - Designación soviética Proyecto 671RTM Щука (Lucio). - Entró en servicio en 1979; se construyeron 25 unidades hasta 1991. Las modificaciones realizadas consistían en la mejora de los equipos electrónicos, se insertó una nueva sección cilíndrica de 4,2m de longitud en el casco para dar cabida a nuevos equipos y armas. Se instaló un sistema de desmagnetización para dificultar su localización con aviones con detector de anomalías magnéticas (siglas en inglés MAD) como el P-3 Orion. Se tomaron medidas para disminuir la firma sonora, incluida la sustitución de la hélice por un grupo de dos hélices de cuatro palas en contrarotación lo que aumentó la eslora en un metro. Más silencioso que los submarinos soviéticos previos, disponían de 2 tubos para lanzar misiles SS-N-21 o SS-N-15 y torpedos Tipo 53, más otros 4 tubos para lanzar misiles SS-N-16 y torpedos Tipo 65. Podía embarcar 24 armas lanzadas por tubo o 36 minas.  Eslora 106 m.
Los submarinos se construyeron en dos astilleros, el de Leningrado, que se alistaron en la Flota del Norte y los del Komsomolsk del Amur que se alistaron en la Flota del Pacífico.
Existe una variación el Proyecto 671RTMK en el que se instala el misil de crucero "Granat" (SS-N-21). Esto afecta la distribución interna pero apenas modifica el aspecto externo del submarino. Todas las modificaciones se realizaron en el astillero de Leningrado y por tanto sirvieron en la Flota del Norte.
Cuando se conoció el Victor III sorprendió en la agencias de inteligencia de la OTAN debido al distintivo bulbo en el timón vertical de popa. Se especuló que el bulbo albergaba algún tipo de sistema exótico de propulsión silenciosa, posiblemente una unidad de propulsión magnetohidrodinámica. Otra teoría propuesta es que fuera algún tipo de sistema de armas. Al final, el bulbo de los Victor-III se identificó como un alojamiento de forma hidrodinámica para un array-sonar pasivo remoldado; el sistema fue posteriormente incorporado a los SSNs Sierra y Akula. La clase Victor III fue mejorado continuamente durante la construcción y los buques finales de la serie tienen un rendimiento acústico superior.

#### Integrantes de la clase
| Numeral táctico               | Número de serie       | Fechas                   | Fechas                | Fechas                   | Observaciones .       |  |
| Numeral táctico               | Número de serie       | Inicio                   | Botadura              | Puesta en servicio       | Observaciones .       |  |
| Astillero: Leningrado         | Astillero: Leningrado | Astillero: Leningrado    | Astillero: Leningrado | Astillero: Leningrado    | Astillero: Leningrado |  |
| ----------------------------- | --------------------- | ------------------------ | --------------------- | ------------------------ | --------------------- |  |
| K-524                         | 01636                 | 06 de julio de 1976      | 06 de 31 de 1977      | 12 de 28 de 1977         |                       |  |
| K-502                         | 01641                 | 07 de 23 de 1979         | 17 de agosto de 1980  | 31 de diciembre de 1980  |                       |  |
| K-254                         | 01638                 | 09 de 24 de 1977         | 09 de junio de 1979   | 18 de septiembre de 1981 |                       |  |
| K-527                         | 01643                 | 09 de 28 de 1978         | 06 de 24 de 1981      | 30 de diciembre de 1981  |                       |  |
| K-298                         | 01645                 | 25 de febrero de 1981    | 14 de julio de 1982   | 12 de 27 de 1982         |                       |  |
| K-358                         | 01647                 | 07 de 23 de 1982         | 15 de julio de 1983   | 12 de 29 de 1983         |                       |  |
| K-299                         | 01649                 | 07 de enero de 1983      | 29 de junio de 1984   | 12 de 22 de 1984         |                       |  |
| K-244                         | 01652                 | 25 de diciembre de 1984  | 09 de julio de 1985   | 25 de diciembre de 1985  |                       |  |
| K-292                         | 01655                 | 04 de 15 de 1986         | 29 de abril de 1987   | 27 de noviembre de 1987  | 671РТМК               |  |
| K-388                         | 01657                 | 05 de agosto de 1987     | 06 de marzo de 1988   | 11 de 30 de 1988         | 671РТМК               |  |
| K-138                         | 01659                 | 07 de diciembre de 1988  | 05 de agosto de 1989  | 05 de octubre de 1990    | 671РТМК               |  |
| K-414                         | 01695                 | 01 de diciembre de 1988  | 31 de agosto de 1990  | 30 de diciembre de 1990  | 671РТМК               |  |
| K-448                         | 01696                 | 01 de 31 de 1991         | 10 de 17 de 1991      | 24 de septiembre de 1992 | 671РТМК               |  |
| Astillero: Komsomolsk-on-Amur |                       |                          |                       |                          |                       |  |
| K-247                         | 271                   | 07 de 15 de 1976         | 08 de enero de 1978   | 30 de diciembre de 1978  |                       |  |
| K-507                         | 282                   | 22 de septiembre de 1977 | 01 de octubre de 1979 | 30 de noviembre de 1979  |                       |  |
| K-492                         | 303                   | 02 de 23 de 1978         | 28 de julio de 1979   | 30 de diciembre de 1979  |                       |  |
| K-412                         | 304                   | 29 de octubre de 1978    | 09 de junio de 1979   | 30 de diciembre de 1979  |                       |  |
| K-251                         | 295                   | 06 de 26 de 1979         | 03 de mayo de 1980    | 30 de agosto de 1980     |                       |  |
| K-255                         | 296                   | 11 de julio de 1979      | 07 de 20 de 1980      | 12 de 26 de 1980         |                       |  |
| K-324                         | 297                   | 02 de 29 de 1980         | 10 de julio de 1980   | 30 de diciembre de 1980  |                       |  |
| K-305                         | 308                   | 07 de junio de 1980      | 05 de 17 de 1981      | 09 de 30 de 1981         |                       |  |
| K-355                         | 299                   | 12 de 31 de 1980         | 08 de agosto de 1981  | 29 de diciembre de 1981  |                       |  |
| K-360                         | 300                   | 05 de agosto de 1981     | 27 de abril de 1982   | 11 de julio de 1982      |                       |  |
| K-218                         | 301                   | 06 de marzo de 1981      | 24 de julio de 1982   | 28 de diciembre de 1982  |                       |  |
| K-242                         | 302                   | 06 de diciembre de 1982  | 04 de 29 de 1983      | 26 de octubre de 1983    |                       |  |
| K-264                         | 303                   | 03 de abril de 1983      | 06 de agosto de 1984  | 10 de 26 de 1984         |                       |  |
| K-315                         | 304                   | 1982                     |                       |                          | no completado         |  |

Submarinos activos:
En el año 2020 todavía permanecían en la estructura de la Armada de Rusia los submarinos del proyecto 671РТМК: 
- B-138 Obninsk  - (Обнинск) (Antiguo K-138)
- B-448 Tambov -  (Тамбов) (Antiguo K-488), en reserva. Modernización descartada.

#### Fotografías
|  |  |  |  |  |  |

## Incidentes
- En 1981 colisionaron el SSN Drum (SSN-677) y un submarino clase Victor III mientras el submarino norteamericano intentaba fotografiar el bulbo de proa. El suceso fue silenciado y nunca se hizo público lo cerca que estuvo de costar las vidas de los marineros del USS Drum.[4]
- El 21 de marzo de 1984, colisionaron el submarino K-314 y el portaaviones Kitty Hawk (CV-63) en el Mar del Japón. El submarino sufrió daños en su costado de estribor y el portaaviones en el depósito de combustible.[5]
- El 6 de septiembre de 2006, a bordo de un Victor III Daniil Moskovskiy se declaró un fuego en el equipo electrónico mientras navegaba por el Mar de Barents, muriendo dos miembros de la tripulación.  El buque tenía 16 años y se había retrasado su reacondicionamiento. Fue remolcado de regreso a Vidyayevo.[6]
- Según un informe[7] de la organización ecologista noruega Bellona el 10 de agosto de 1985, el submarino K-431 clase Echo II, sufrió un accidente en la base naval de Chazhma Bay cerca de Vladivostok.